# 防空ミサイル兵 (ウクライナ軍)
ウクライナ軍における防空ミサイル兵とは、地対空ミサイル部隊の兵科名である。
大きく分けて、空軍所属の高射ミサイル兵（ウクライナ語: Зенітні ракетні війська України）と、陸軍所属の陸軍防空兵（ウクライナ語: протиповітряної оборони сухопутних військ）に分けられる。

## 概要
ウクライナ独立後、旧ソ連防空軍が運用していた地対空ミサイル部隊はウクライナ防空軍の管轄であったが、2004年にウクライナ防空軍はウクライナ空軍に統合され、地対空ミサイル部隊も全てウクライナ空軍に移管された。

## 隷下部隊

### 空軍
東部航空管区
- 第138高射ミサイル旅団（ドニプロペトロウシク州ドニプロ） - S-300PT
- 第225高射ミサイル連隊（ウクライナ語版）（ポルタヴァ州ポルタヴァ）
- 第301高射ミサイル連隊（ウクライナ語版）（ドニプロペトロウシク州ニーコポリ） - S-300PS/PT
- 第302高射ミサイル連隊（ウクライナ語版）（ハルキウ州ハルキウ） - S-300PT

西部航空管区
- 第11高射ミサイル旅団（ウクライナ語版）（フメリニツキー州シェペティウカ（ウクライナ語版）） - 9K37M1
- 第223高射ミサイル連隊（ウクライナ語版）（リヴィウ州ストルイ（ウクライナ語版）） - 9K37M1
- 第540高射ミサイル連隊（ウクライナ語版）（リヴィウ州カミアンカ＝ブスカ（ウクライナ語版）） - S-200D、S-300PT

南部航空管区
- 第160高射ミサイル旅団（オデッサ州オデッサ） - S-300PS
- 第201高射ミサイル旅団（ムィコラーイウ州ベルポマイスキー（ウクライナ語版）） - S-300PS
- 第208高射ミサイル旅団（ヘルソン州ヘルソン） - S-300PS/PT

中部航空管区
- 第96高射ミサイル旅団（キエフ州ダニロフカ（ウクライナ語版）） - S-300PS/PT
- 第156高射ミサイル連隊（ウクライナ語版）（チェルカースィ州ゾロトノシャ（ウクライナ語版）） - 9K37M1

### 陸軍
- 第38高射ミサイル連隊（ウクライナ語版） - 南部作戦管区司令部直属。
- 第39高射ミサイル連隊（ウクライナ語版） - 西部作戦管区司令部直属。
- 第1039高射ミサイル連隊（ウクライナ語版） - 東部作戦管区司令部直属。
- 第1121教導高射ミサイル連隊（ウクライナ語版） - 第169訓練センター（ウクライナ語版）隷下。
- 第1129高射ミサイル連隊（ウクライナ語版） - 北部作戦管区司令部直属。

### 海兵隊
- 第7独立高射ミサイル大隊（英語版） - 第30海兵軍団隷下。

## 装備品
空軍
- S-200D
- S-300PS/-PT
- 9K37M1

陸軍
- 9K33M3

海兵隊
- S-125-2D1